# Pustelniczek wydmowy
Pustelniczek wydmowy (Eremodipus lichtensteini) – gatunek ssaka z podrodziny skoczków (Dipodinae) w rodzinie skoczkowatych (Dipodidae).

## Zasięg występowania
Pustelniczek wydmowy występuje w środkowej Azji zamieszkując w zależności od podgatunku:
- E. lichtensteini lichtensteini – pustynie Kara-kum i Kyzył-kum w Turkmenistanie i Uzbekistanie.
- E. lichtensteini balkashensis – na południe od jeziora Bałchasz w południowo-wschodnim Kazachstanie (obwód ałmacki).
- E. lichtensteini jaxartensis – Arał mangy Karakumy, północna część Kyzył-kum, Aryskum i zachodnia część Moinkum (obwód kyzyłordyński i obwód turkiestański w południowym Kazachstanie).

## Taksonomia
Gatunek po raz pierwszy zgodnie z zasadami nazewnictwa binominalnego opisał w 1927 roku rosyjski zoolog Boris Winogradow nadając mu nazwę Scirtopoda lichtensteini. Holotyp pochodził z okolic Mary, w Turkmenistanie. Jedyny przedstawiciel rodzaju pustelniczek (Eremodipus) który opisał w 1930 roku również Winogradow.
Autorzy Illustrated Checklist of the Mammals of the World rozpoznają trzy podgatunki.

### Etymologia
- Eremodipus: gr. ερημος erēmos „pustynia”; rodzaj Dipus A.E.W. Zimmermann, 1780 (skoczek)[9][2].
- lichtensteini: Martin Hinrich Carl Lichtenstein (1780–1857), niemiecki zoolog, podróżnik i kolekcjoner, dyrektor Muzeum Historii Naturalnej w Berlinie, założyciel Ogródu Zoologicznego w Berlinie[10].
- balkashensis: rejon Bałchasz, Kazachstan[4].
- jaxartensis: łac. Iaxartes „Jaksartes”, rzeka Sogdiany (obecnie Syr-daria, Kazachstan)[11].

## Morfologia
Długość ciała (bez ogona) 105–115 mm, długość ogona 135–165 mm, długość ucha 15–19 mm, długość tylnej stopy 50–56 mm; masa ciała 33–86 g. 